# توکوگاوا ناری‌آکی
توکوگاوا ناری‌آکی (به ژاپنی: 徳川 斉昭 Tokugawa Nariaki); ۴ آوریل ۱۸۰۰ – ۲۹ سپتامبر ۱۸۶۰) سیاستمدار و دایمیو از خاندان هیتوتسوباشی توکوگاوا در دوره باکوماتسو بود. وی نهمین ارباب قلمرو میتو امروزه استان ایباراکی بود. پدر او توکوگاوا هاروتوشی نام داشت.
پانزدهمین شوگون، توکوگاوا یوشینوبو، هفتمین پسر توکوگاوا ناری‌آکی بود. با این حال، توکوگاوا یوشینوبو از خانواده‌ای متفاوت از توکوگاوا ناری‌آکی در نظر گرفته می‌شود، زیرا او توسط خاندان هیتوتسوباشی توکوگاوا به فرزندی پذیرفته شد و به عنوان پانزدهمین شوگون منصوب شد.
او از طرفداران اصلاحات در ژاپن بود. او می‌خواست امپراتور و اربابان فئودال را توانمند سازد، ملت را متحد کند، تکنیک‌های نظامی و صنعتی غربی را برای تقویت دفاع ملی اتخاذ کند و بیگانگان را از ژاپن دور نگه دارد.
در سال ۱۸۲۹، ناری‌آکی رئیس قلمرو میتو شد و یک برنامه اصلاحات را اجرا کرد که امور مالی و اداری تیول را سازماندهی مجدد کرد، کارهای عمومی انجام داد، صنایع آهن و کشتی‌سازی را آغاز کرد و تکنیک‌های نظامی غربی را معرفی کرد.
در سال ۱۸۵۳، هنگامی که دریاسالار متیو سی. پری از نیروی دریایی ایالات متحده به ژاپن رسید، دولت از ناری‌آکی نظرخواهی کرد. ناری‌آکی خواستار عدم اعطای امتیاز شد. پس از امضای پیمانی با پری در سال بعد، ناری‌آکی رئیس یک گروه بانفوذ شد که خواستار اصلاح شوگون‌سالاری بودند. وقتی دولت بدون رضایت امپراتور، معاهده‌ای برای برقراری تجارت بین ایالات متحده و ژاپن منعقد کرد، ناری‌آکی آن را خیانت به سنت ژاپنی خواند و به آن حمله کرد. شوگون این را به عنوان نافرمانی تلقی کرد و به ناری‌آکی و گروهش دستور بازنشستگی داد.

## زندگی
توکوگاوا ناری‌آکی، معروف به «ارباب خشمگین»، نهمین رئیس خاندان میتو توکوگاوا بود. خاندان میتو توکوگاوا یکی از گوسانکه‌ های توکوگاوا» (سه خاندانی که پس از خاندان شوگون در دوره ادو، دومین رتبه عالی را داشتند: خاندان میتو توکوگاوا، خاندان اوواری توکوگاوا و خاندان کیشو توکوگاوا) بود.
جد خاندان توکوگاوا توکوگاوا یوریفوسا، یازدهمین پسر توکوگاوا ایه‌یاسو بود. توکوگاوا ناری‌آکی سومین پسر توکوگاوا هاروتوشی، هفتمین رئیس خاندان میتو توکوگاوا بود.
در حالی که برادرانش به فرزندی پذیرفته شده بودند، توکوگاوا ناری‌آکیِ که بسیار باهوش بود دوران کودکی خود را به تنهایی و به عنوان هم‌خانه پسر ارشد، توکوگاوا ناریتومو، هشتمین رئیس خانواده میتو توکوگاوا، گذراند.
توکوگاوا ناری‌آکی در سال ۱۸۰۰ (کانسی ۱۲) به عنوان سومین پسر توکوگاوا هاروتوشی، هفتمین ارباب قلمرو میتو (استان ایباراکی امروزی) متولد شد. تصمیم گرفته شد که ارباب بعدی قلمرو، برادر بزرگتر، توکوگاوا نارینوبو، باشد و دو برادر دیگر توسط خانواده‌های دیگر به فرزندی پذیرفته شدند. در سال ۱۸۲۹ (بونسی ۱۲)، پس از فراز و نشیب‌های فراوان، او نهمین ارباب شد. او بلافاصله اصلاحاتی را در حکومت قلمرو آغاز کرد. اولین کاری که توکوگاوا ناری‌آکی انجام داد تأسیس مدارس هان، کودوکان (میتو) (شهر میتو، استان ایباراکی) بود.
این مدرسه صرف نظر از جایگاه اجتماعی، برای همه آزاد است و فرصت‌هایی را برای تسلط بر هنرهای رزمی و تحصیلات علمی فراهم می‌کند و افراد با استعدادی را پرورش می‌دهد که می‌توانند در اداره قلمرو مشارکت داشته باشند. او همچنین کایراکوئن (واقع در میتو، استان ایباراکی) را ساخت و آن را به عنوان مکانی برای آموزش معنوی و آرامش، به روی مردم قلمرو خود گشود تا در کنار کودوکان، بر اساس ایده «ایشیچو ایشی» (سفت و شل کردن) از آن استفاده کنند. علاوه بر این، توکوگاوا ناری‌آکی افراد را بر اساس توانایی‌هایشان منصوب می‌کرد و افرادی مانند فوجیتا توکو، محقق میتوگاکو را انتخاب کرد. او سیستم پرسنلی خود را با هدف احیای مناطق روستایی اصلاح کرد.

### نگرانی برای دفاع ساحلی و سرکوب بودیسم
در حالی که توکوگاوا ناری‌آکی سخت تلاش می‌کرد تا حکومت حوزه را اصلاح کند، علاقه زیادی به دفاع دریایی برای مقابله با قدرت‌های غربی نیز نشان می‌داد. محرک این امر حادثه‌ای در سال ۱۸۲۴ (بونسی ۷) بود که در آن یک کشتی شکار نهنگ از انگلستان در ساحل حوزه میتو پهلو گرفت. پس از آن، توکوگاوا ناری‌آکی یک توپ ریخت و آن را در ناکامیناتو نصب کرد.
با این حال، حتی هنگام ریختن این توپ، شخصیت خشن توکوگاوا ناری‌آکی کاملاً نمایان بود. توکوگاوا ناری‌آکی در اصل پیرو مکتب فکری میتو بود که طرفدار «احترام به خدایان و لغو بودیسم» بود و بودیسم را دوست نداشت. به همین دلیل، او ۱۹۰ معبد را در قلمرو خود ویران کرد و ناقوس‌ها و سایر مواد مورد نیاز برای ساخت توپ‌ها را مصادره کرد. در همان زمان، معابد بدون کاهنان ارشد را نیز لغو کرد.
توکوگاوا ناری‌آکی به دلیل سرکوب شدید بودیسم، خشم راهبان را برانگیخت و همچنین توسط قدرت‌های موجود به عنوان دشمن تلقی می‌شد، زیرا او به دلیل انجام مکرر آموزش‌های نظامی در مقیاس بزرگ، توسط شوگون‌سالاری ادو به خیانت مظنون بود.
علاوه بر این موارد، توکوگاوا ناری‌آکی بارها به شوگون‌سالاری شکایت کرده بود و در سال ۱۸۴۴ (تنپو ۱۵/دوره کوکا ۱)، دوازدهمین شوگون، توکوگاوا ایه‌یوشی، دستور داد که او را در حصر خانگی قرار دهند. در این زمان، توکوگاوا ناری‌آکی مقام اربابی قلمرو را به پسر ارشدش، توکوگاوا یوشی‌آتسو، واگذار کرد و از اداره قلمرو بازنشسته شد.
توکوگاوا ناری‌آکی، که در اخراج بیگانگان پشتکار داشت، به قهرمانی برای مردم عادی تبدیل شد. با این حال، تنها قدرت‌های موجود مانند شوگون‌سالاری بودند که از توکوگاوا ناری‌آکی خوششان نمی‌آمد و اکثر ساکنان قلمرو از او حمایت می‌کردند. به ویژه، دهقانانی که از طریق نقشه‌برداری از زمین و سایر اقدامات انجام شده به عنوان بخشی از اصلاحات قلمرو از فقر رهایی یافته بودند، نتوانستند در مورد رفتار نامناسب توکوگاوا ناری‌آکی سکوت کنند و جنبشی خواستار بازگشت او گسترش یافت. به لطف این، توکوگاوا ناری‌آکی در سال ۱۸۴۶ از تعلیق آزاد شد (کوکا (دوره) ۳) و در سال ۱۸۴۹ اجازه یافت به حکومت قلمرو بازگردد (کائی ۲).
در آن زمان، توکوگاوا ناری‌آکی به‌طور فعال با اربابان فئودال جوان‌تر، مانند شیمازو ناری‌آکیرا، یازدهمین ارباب قلمرو ساتسوما (استان کاگوشیما امروزی)، در مورد اخراج بیگانگان و دفاع ساحلی تبادل نظر می‌کرد. او در این زمینه‌ها پیشگام بود و چهره‌ای مورد اعتماد به‌شمار می‌رفت.

## مخالفت با ورود خارجیان
پس از ورود متیو سی. پری آمریکایی در سال ۱۸۵۳ (کائی ۶)، توکوگاوا ناری‌آکی دادخواستی را به شوگون‌سالاری ادو ارائه داد و در آن خواستار بیرون راندن کشتی‌های سیاه شد. او همچنین توپ‌ها و مهمات را نیز اهدا کرد. در نتیجه، شوگون‌سالاری، توکوگاوا ناری‌آکی را به عنوان «مشاور دفاع ساحلی» منصوب کرد. شهروندان ادو که از ورود مرموز کشتی‌های سیاه شوکه شده بودند، خوشحال شدند.
توکوگاوا ناری‌آکی، که پس از انتصاب به شورای دفاع دریایی به یک قهرمان تبدیل شده بود، در سراسر ادو در چاپ‌های نیشیکی-ای به سبک ژوگه کونگ‌مینگ، استراتژیست نظامی مشهور چینی، به تصویر کشیده شده بود. این حکایت نشان می‌دهد که توکوگاوا ناری‌آکی حضوری اطمینان‌بخش برای مردم و همچنین شخصیتی کاریزماتیک داشت.
توکوگاوا ناری‌آکی، که از حامیان سرسخت اخراج بیگانگان بود، با ای نائوسوکه، که ارباب قلمرو هیکونه (استان شیگای امروزی) بود و همچنین به عنوان مشاور ارشد شوگون‌سالاری خدمت می‌کرد، بر سر موضوع جانشینی شوگون سیزدهم، توکوگاوا ایه‌سادا، و موضوع تحریم امپراتوری (چوکیو: اجازه از امپراتور) پیمان دوستی و تجارت بین ایالات متحده و ژاپن، درگیر شد. پس از آن، به دلیل ظلم و ستم شوگون‌سالاری که به پاکسازی آنسی معروف است، در سال ۱۸۵۹ (آنسی ۶) به او دستور داده شد که در میتو در حصر خانگی دائمی زندگی کند.
در سال ۱۸۶۰ (هفتمین سال [آنسی/اولین سال مانئن)، توکوگاوا ناری‌آکی در میتو درگذشت. گمان می‌رود که علت مرگ او سکته قلبی بوده باشد.

## علاقه به گوشت گاو
توکوگاوا ناری‌آکی به دلیل شخصیت خشنش به عنوان «ارباب خشن» شناخته می‌شد، اما این نیز درست است که به دلیل همین شخصیت، او ابتکار عمل و مهارت برجسته‌ای در اداره قلمرو نشان داد و به عنوان «حاکم بزرگ» مورد ستایش قرار گرفت.
گفته می‌شود که دستاوردهای باورنکردنی توکوگاوا ناری‌آکی ممکن است تا حدی به دلیل عشق بی‌رقیب او به گوشت بوده باشد.
اگرچه خوردن گوشت در دوره ادو تابو بود، اما توکوگاوا ناری‌آکی به‌طور فعال گوشت گاو می‌خورد. شاید به این دلیل که او از طریق خوردن گوشت استقامت خود را افزایش داده بود، می‌توانست به عنوان ارباب میتو با قدرت حرکت کند.
گوشت گاو همچنین باعث نزاعی بین توکوگاوا ناری‌آکی و ای نائوسوکه شد. خانواده ایی عادت داشتند گوشت گاو خوابانده شده در میسو را به شوگون‌سالاری توکوگاوا و توکوگاوا گوسانکه، از جمله خانواده میتو توکوگاوا، هدیه دهند، اما وقتی ای نائوسوکه، که یک بودایی معتقد بود، به مقام فئودالی رسید، این رسم منسوخ شد. در پاسخ، توکوگاوا ناری‌آکی بارها نامه‌هایی به قلمرو هیکونه فرستاد و از آنها خواست که هر سال گوشت گاوی را که مشتاقانه منتظرش بود برایش بفرستند، اما ای نائوسوکه حرف او را جدی نگرفت.
یک داستان جایگزین وجود دارد که ادعا می‌کند کینه گوشت گاو منجر به حادثه ساکورادامون (۱۸۶۰) شد، که در آن سامورایی میتو، ای نائوسوکه را در سال ۱۸۶۰ (سال هفتم آنسی/سال اول مان‌آن) ترور کرد. البته، علت اصلی این حادثه درگیری با جناح سوننو جوی به رهبری قلمرو میتو بود.
با این حال، این حکایت در مورد گوشت گاو در کتاب «جنگ حزب قلمرو میتو» که توسط یک سامورایی سابق قلمرو میتو در سال ۱۸۹۳ نوشته شده است (میجی ۲۶) نیز ثبت شده است. اگرچه این حادثه علت مستقیم حادثه ساکورادامون (۱۸۶۰) نبود، اما وقتی سامورایی‌های قلمرو میتو که زیردست توکوگاوا ناری‌آکی بودند از آن مطلع شدند، ممکن است خشم آنها را علیه ای نائوسوکه بیشتر کرده باشد.

## فرزندخواندگی پسر هفتم
در سال ۱۸۴۷ بود که شوگون‌سالاری توکوگاوا به قلمرو میتو، یکی از گوسانکه (سه شاخه اصلی خاندان توکوگاوا)، نزدیک شد، با این ایده که شیچیرومارو (هبعدها با نام یوشینوبو شناخته شد) برای فرزندخواندگی در نظر گرفته شده،
تا جانشین و وارث خاندان هیتوتسوباشی توکوگاوا شود. در آن زمان، هم شوگون‌سالاری توکوگاوا و هم خانواده هیتوتسوباشی از نوادگان خاندان کی توکوگاوا بودند که از زمان هشتمین شوگون، توکوگاوا یوشیمونه، از بین اعضای آنها انتخاب می‌شد. توکوگاوا ایه‌یوشی که شهرت هوش شیچیرومارو را شنیده بود، می‌خواست او جانشین خانواده هیتوتسوباشی شود که جایگاه ریاستشان خالی بود. پدرش، ناری‌آکی، از این رویکرد شوگون‌سالاری شگفت‌زده و گیج شده بود. ناری‌آکی نظر مثبتی نسبت به توانایی‌های شیچیرومارو داشت و می‌خواست او را نزدیک خود نگه دارد تا در صورت بروز هرگونه اتفاقی برای ارباب میتو (که در آن زمان پسرش توکوگاوا یوشی‌آتسو بود) از او محافظت کند. با این حال، او نمی‌توانست خواسته‌های شوگون را رد کند، بنابراین در اوت همان سال، شیچیروماروی ۱۱ ساله، میتو را به مقصد ادو ترک کرد تا به خاندان هیتوتسوباشی توکوگاوا بپیوندد.
در اول اکتبر، شیچیرومارو برای اولین بار با شوگون ایه‌شی ملاقات کرد. مادر واقعی شیچیرومارو، همسر ناری‌آکی، شاهدخت یوشیکو بود که از خانواده امپراتوری کیوتو بود. پدر یوشیکو شاهزاده آریسوگاوا و خواهر کوچکتر یوشیکو، همسر شوگون توکوگاوا ایه‌یوشی بود. به عبارت دیگر، همسر شوگون خالهٔ شیچیرومارو بود. در اولین ملاقاتشان، ایه‌یوشی از شیچیرومارو دربارهٔ چگونگی کشاورزی در میتو، کتاب‌هایی که خوانده و غیره پرسید که شی‌چیرومارو با صراحت پاسخ داد. پس از این دیدار ایه‌یوشی به شی‌چیرومارو علاقه زیادی پیدا کرد.